# Бежовце
Бежовце (словац. Bežovce) — село в Словаччині в окрузі Собранці, Кошицький край. Село розташоване на висоті 105 м над рівнем моря. Населення — близько 1000 чол. Вперше згадується в 1214 році. В селі є бібліотека, спортивний зал та футбольне поле.
1990 року в Бежовцях проживало 2119 людей, 2015-го — 1002.
1214 року згадуються як BLEZANALAZA, 1286-го — BEZEU. 1427 року село належало Матейові Палохові (Matej Paloch). В переписі 1720 року згадується як опустіле. До 1918 року носило угорську назву Bezo, від 1918-го зветься Бежовце. В часі Другої світової війни окуповане угорськими військами, вибитими РА 28 жовтня 1944 року.

## Населення
| Рік:            | 1994. | 2004.    | 2014.   | 2024.   |
| --------------- | ----- | -------- | ------- | ------- |
| Кількість осіб: | 1130  | 1007     | 971     | 1017    |
| Різниця:        |       | -10,88 % | -3,57 % | +4,73 % |

| Рік:            | 2023. | 2024.   |
| --------------- | ----- | ------- |
| Кількість осіб: | 970   | 1017    |
| Різниця:        |       | +4,84 % |

## Пам'ятки
У селі є 4 храми:
- реформатський костел з 1861 року,
- греко-католицька церква Вознесіння Господа з 1912 року в стилі бароко—класицизму,
- римо-католицький костел з 1922 року,
- православна церква Вознесіння Ісуса Христа з 1995 року.

## Географія
Протікає Заградний канал.